# Dumoga
Genre
Dumoga est un genre d'araignées aranéomorphes de la famille des Linyphiidae.

## Distribution
Les espèces de ce genre sont endémiques d'Indonésie. Elles se rencontrent à Sulawesi et à Sumatra.

## Liste des espèces
Selon World Spider Catalog (version 18.0, 04/04/2017) :
- Dumoga arboricola Millidge & Russell-Smith, 1992
- Dumoga buratino Tanasevitch, 2017
- Dumoga complexipalpis Millidge & Russell-Smith, 1992

## Publication originale
- Millidge & Russell-Smith, 1992 : Linyphiidae from rain forests of Southeast Asia. Journal of Natural History, vol. 26, no 6, p. 1367-1404.